# Łososinka (dopływ Łososiny)
Łososinka – potok, lewy dopływ rzeki Łososina.
Łososinka wypływa kilkoma ciekami na południowym stoku Śnieżnicy i na północnym stoku Ćwilina w Beskidzie Wyspowym. Najdalej i najwyżej położony z nich wypływa w jarze na wysokości około 870 m na południowym stoku Śnieżnicy. Wszystkie cieki ze Śnieżnicy i Ćwilina spływają do dolinki po wschodniej stronie Przełęczy Gruszowiec. Płynąca jej dnem Łososinka spływa we wschodnim kierunku przez wieś Gruszowiec i w sąsiedniej wsi Dobra na wysokości 482 m uchodzi do Łososiny.
Zboczami Śnieżnicy, po północnej stronie potoku Łososinka prowadzi droga krajowa nr 28. Zlewnia Łososinki znajduje się w obrębie wsi Gruszowiec, Jurków i Dobra w województwie małopolskim, w powiecie limanowskim, w gminie Dobra.

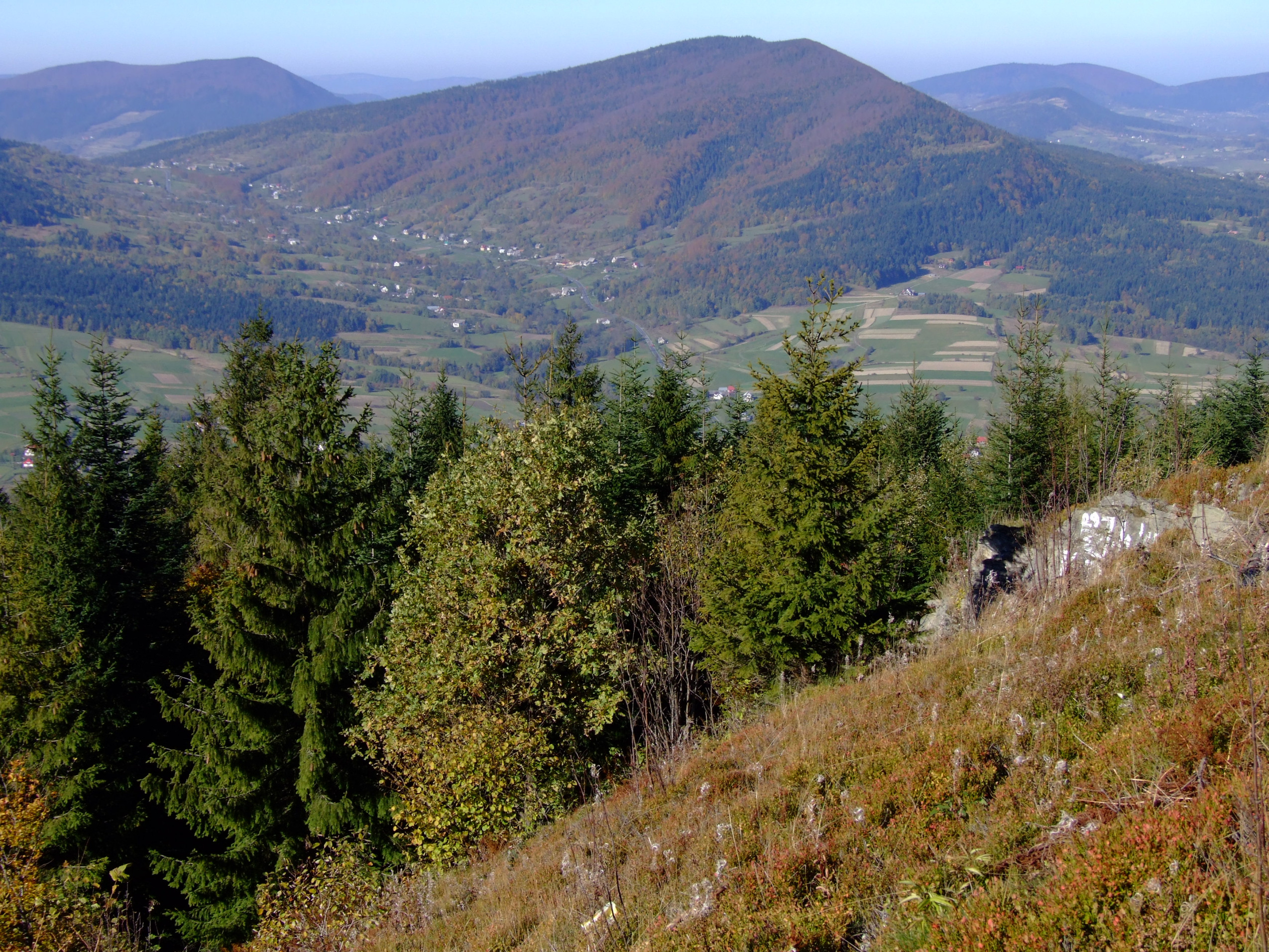
Przełęcz Gruszowiec, Śnieżnica (na środku u góry) i dolina Łososinki. Widok z Łopienia